# بیوو
الگو:Infobox College Mascot

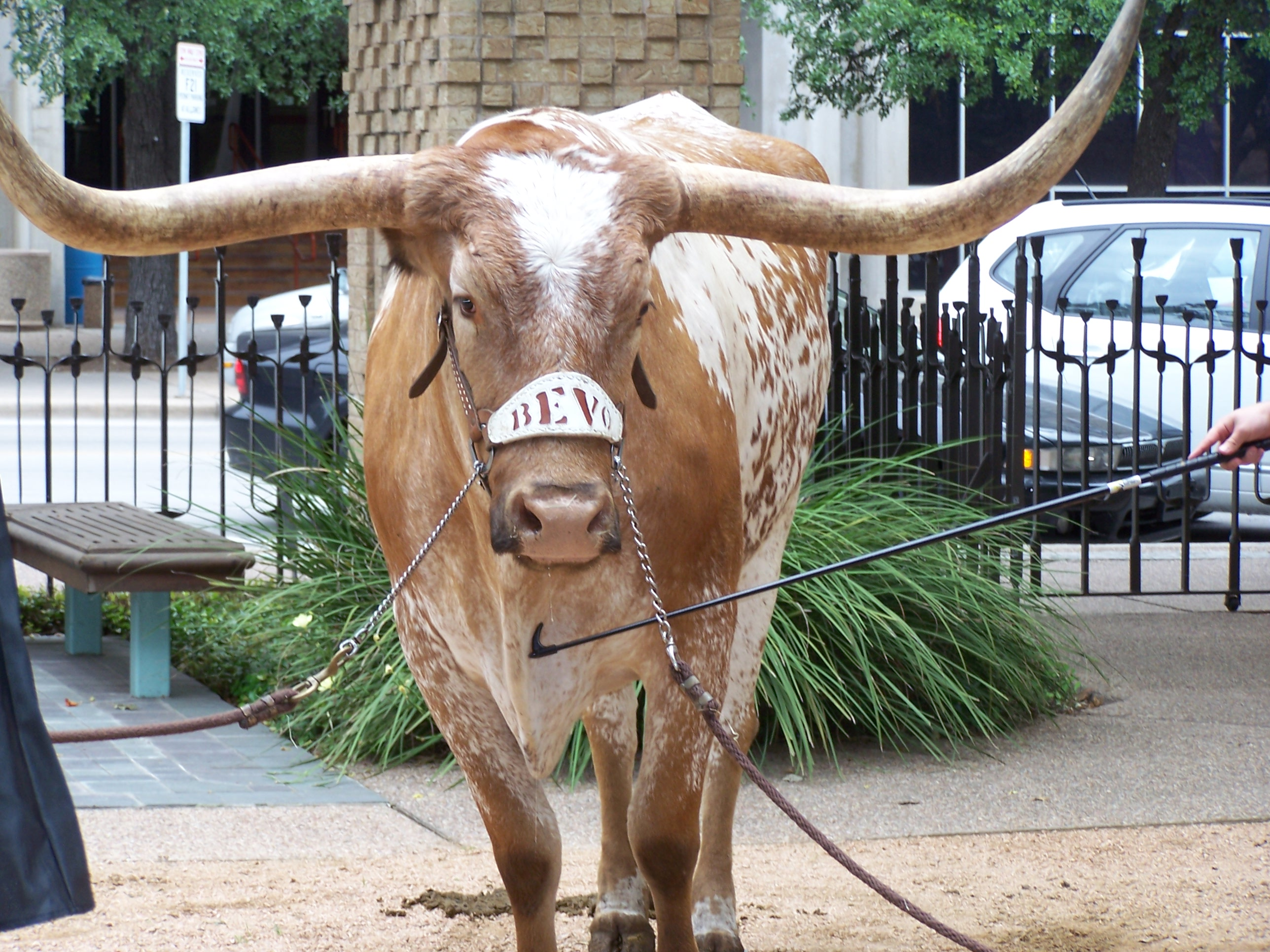
بیووی چهاردهم

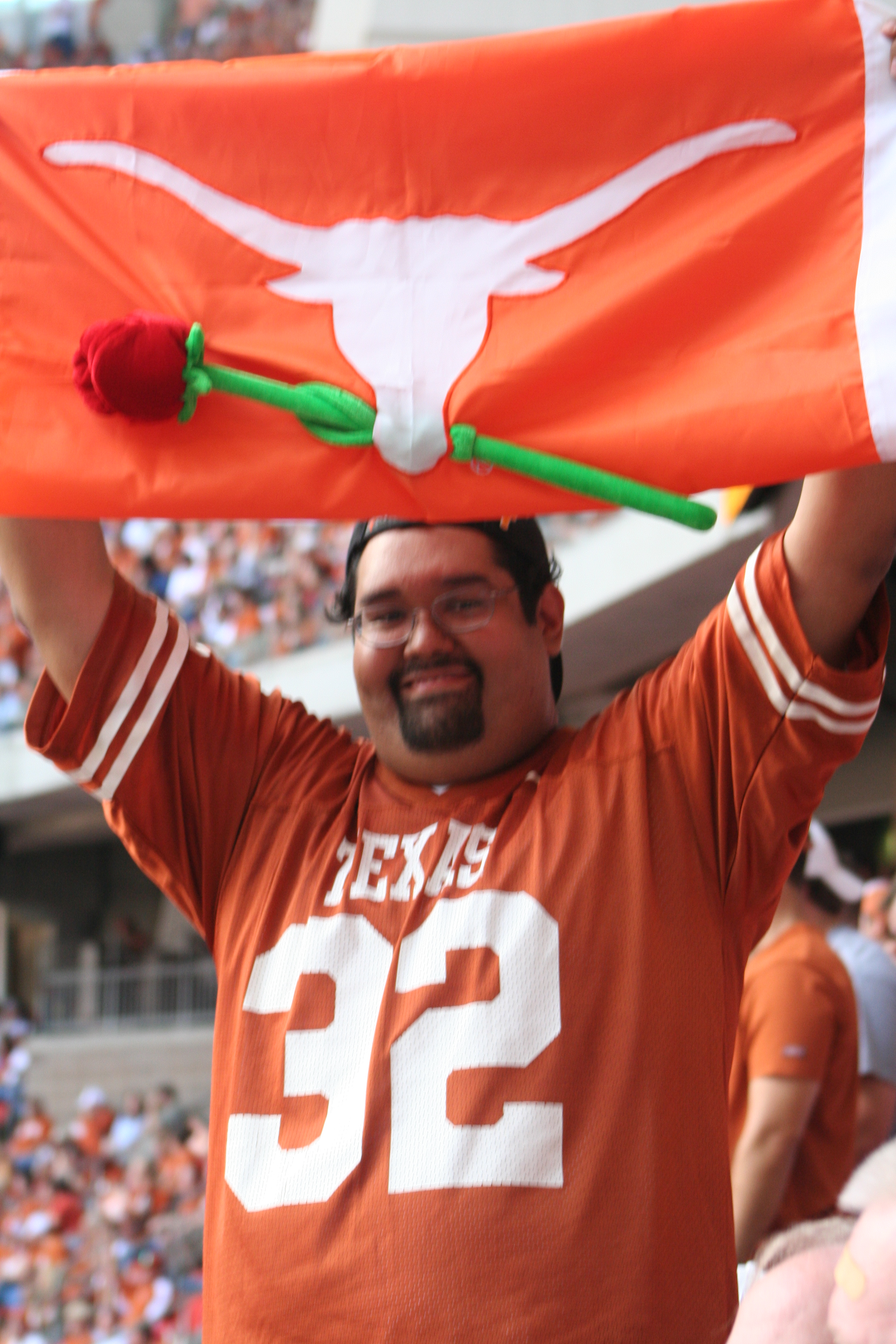
یکی از طرفداران درازشاخان دانشگاه آستین تگزاس در فینال مسابقات جام رز-باول.

بیوو (به انگلیسی: Bevo) نام شگون‌نمای رسمی دانشگاه تگزاس در آستین است.
این شگون‌نما یک گاو از نژاد درازشاخ تگزاس است، و چهاردهمین نسل گاویست که از ۱۹۱۶ تا کنون سمبل دانشگاه تگزاس بوده‌است.
بیوو سمبل تمام تیم‌های تگزاس لانگ‌هورنز است، و در برخی مسابقات او را به عموم تماشچیان در ورزشگاه نمایش می‌دهند.

## حوادث تاریخی
حوادثی چند از تاریخ ۱۴ نسل بیوو هنگام مسابقات:
- بیووی دوم با حمله به یکی از هلهله‌چیان تیم دانشگاه متودیست جنوبی وی را مصدوم کرد
- بیووی سوم از محل نگهداری خود فرار کرده و مدت دو روز در پردیس دانشگاه تگزاس در آستین پرسه زد.
- بیووی چهارم به یک خودرو حمله برد.
- بیووی پنجم به گروه ارکستر مشوق تیم دانشگاه بیلور یورش برد و ارکستر را متلاشی ساخت.
- بیووی سیزدهم در سال ۲۰۰۱ به کاخ سفید دعوت و در مراسم آغاز ریاست جمهوری جرج دبلیو بوش شرکت کرد.[۴]
- بیووی چهاردهم در سال ۲۰۰۵ به کاخ سفید دعوت و در مراسم آغاز دوره دوم ریاست جمهوری جرج دبلیو بوش شرکت کرد[۵]
- بیووی پانزدهم در سال ۲۰۱۹ در جریان بازی نهایی جام رزبول با حمله به «آگا» (شگون نمای دانشگاه جرجیا) موجب هیجان رسانه های ورزشی قرار گرفت.[۶]

## نگارخانه

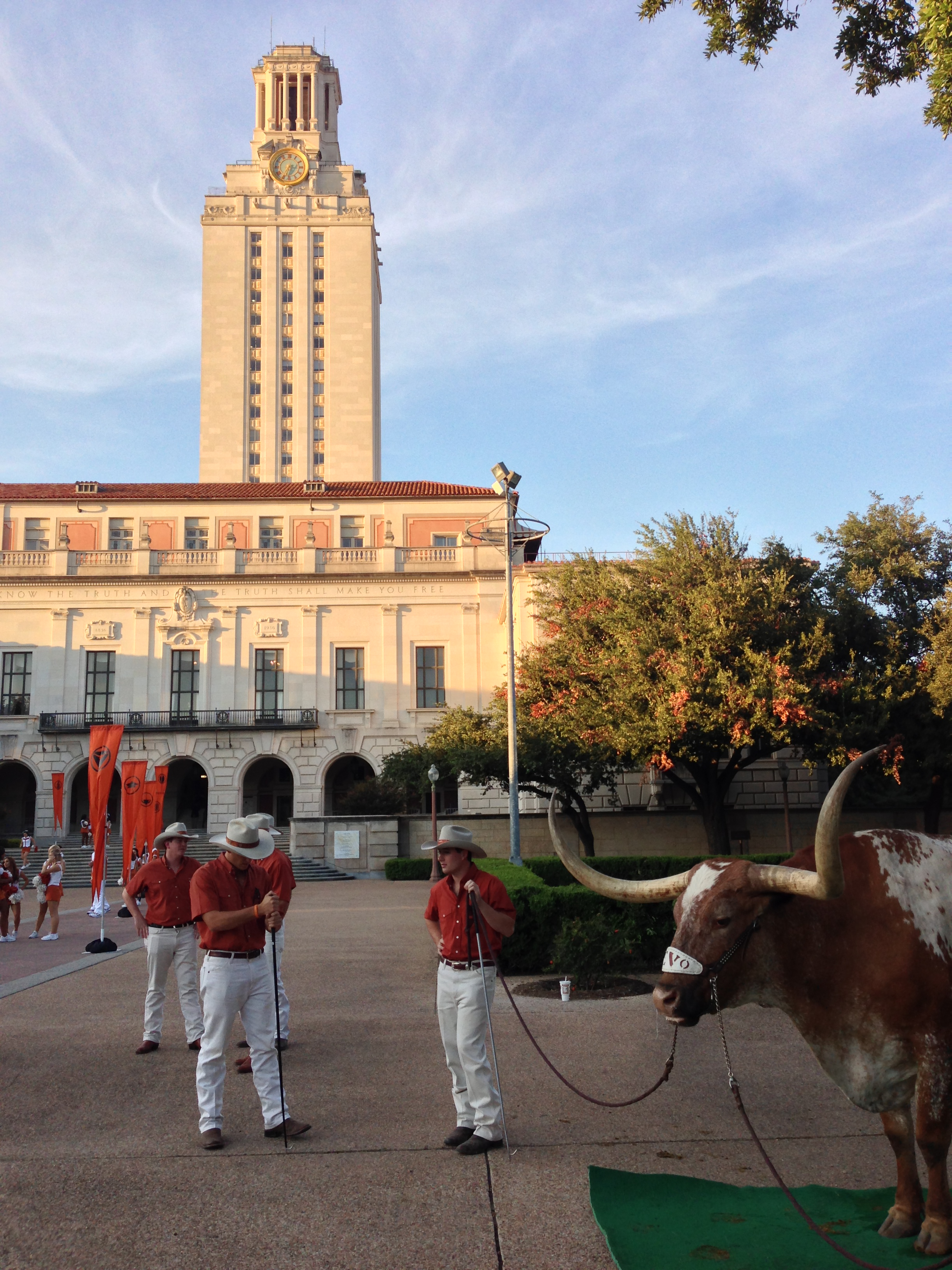
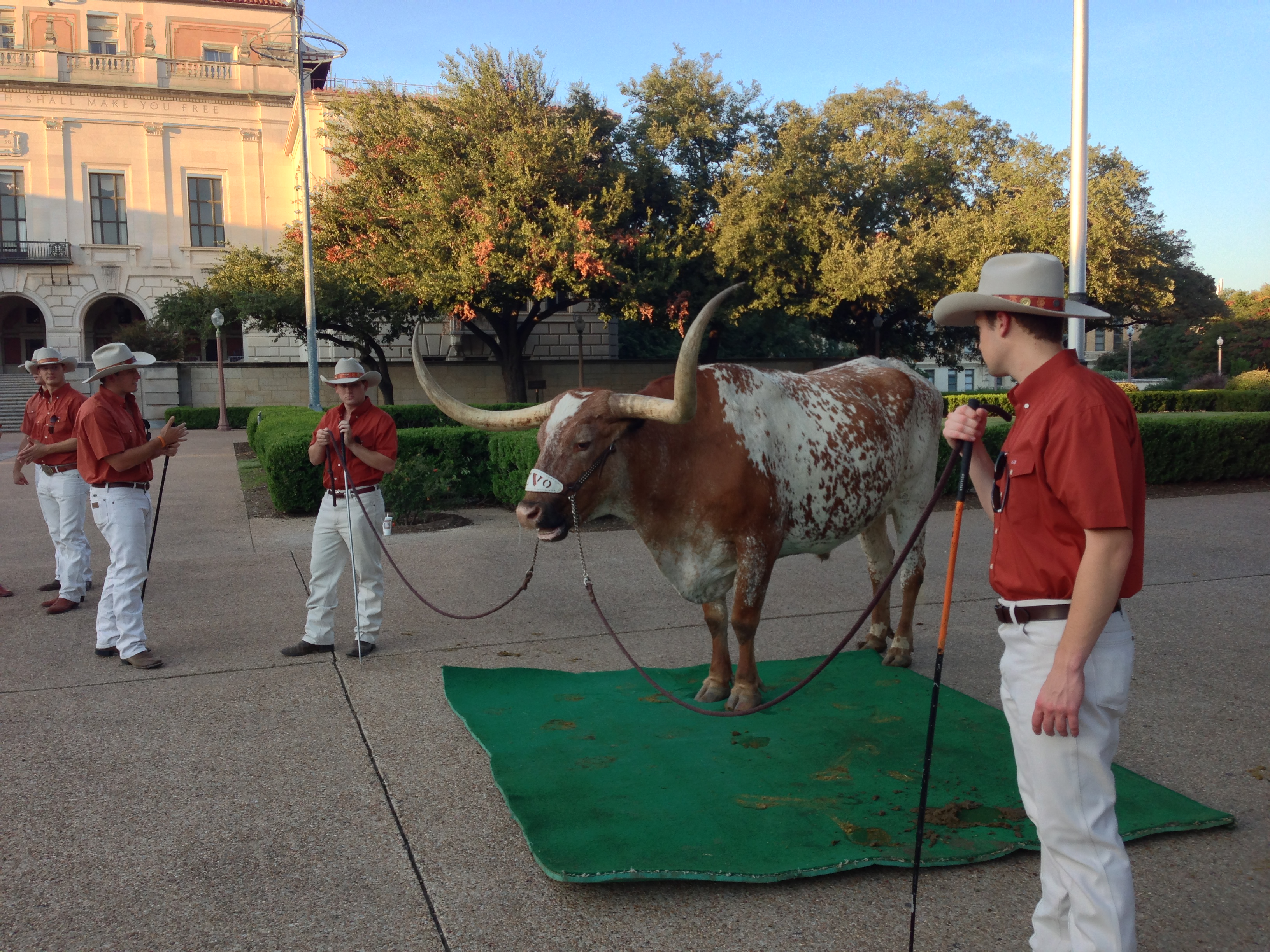
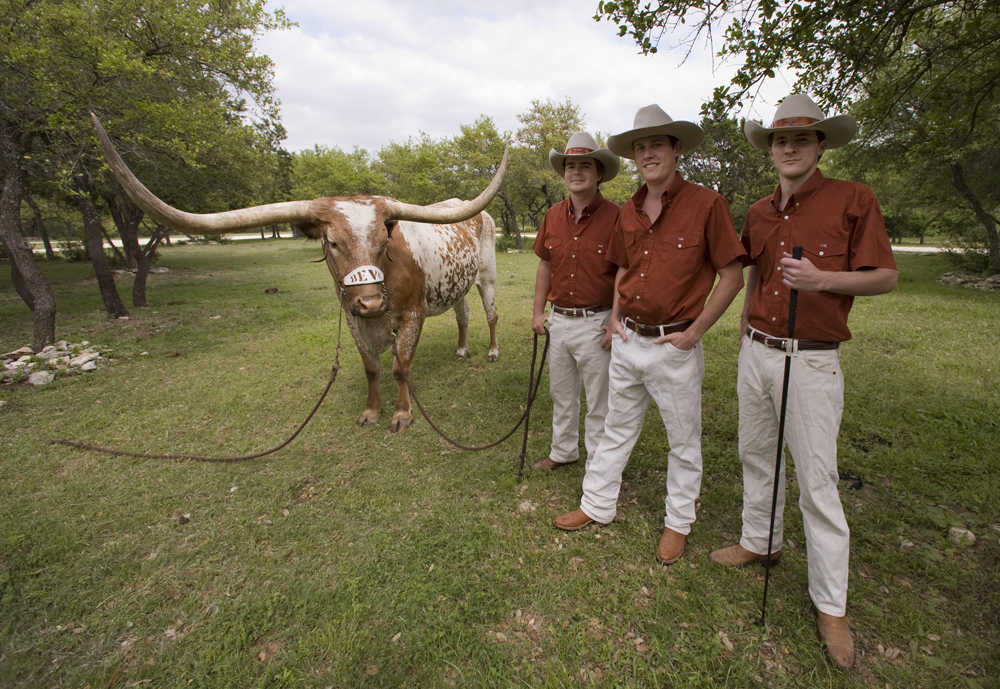
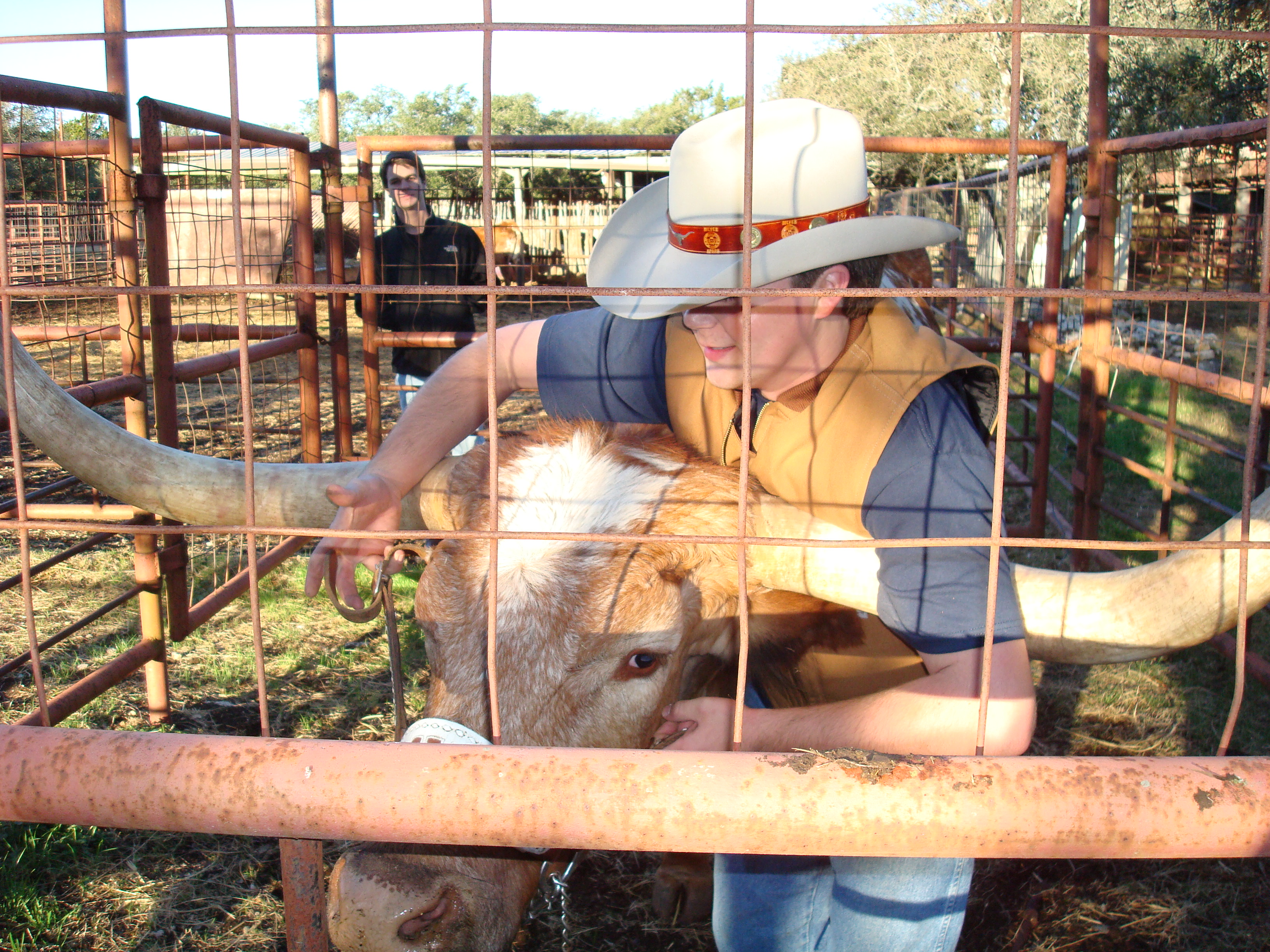
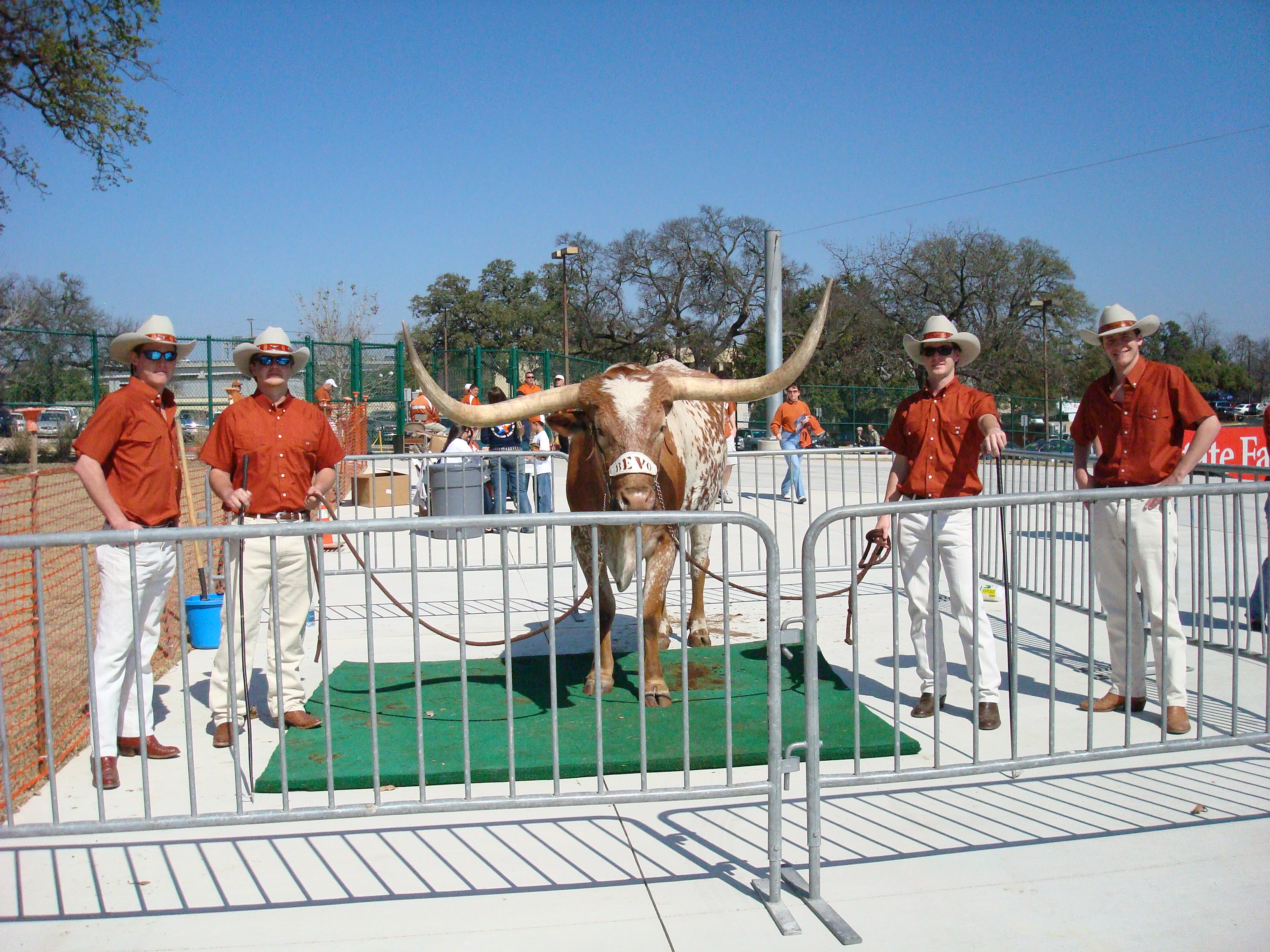
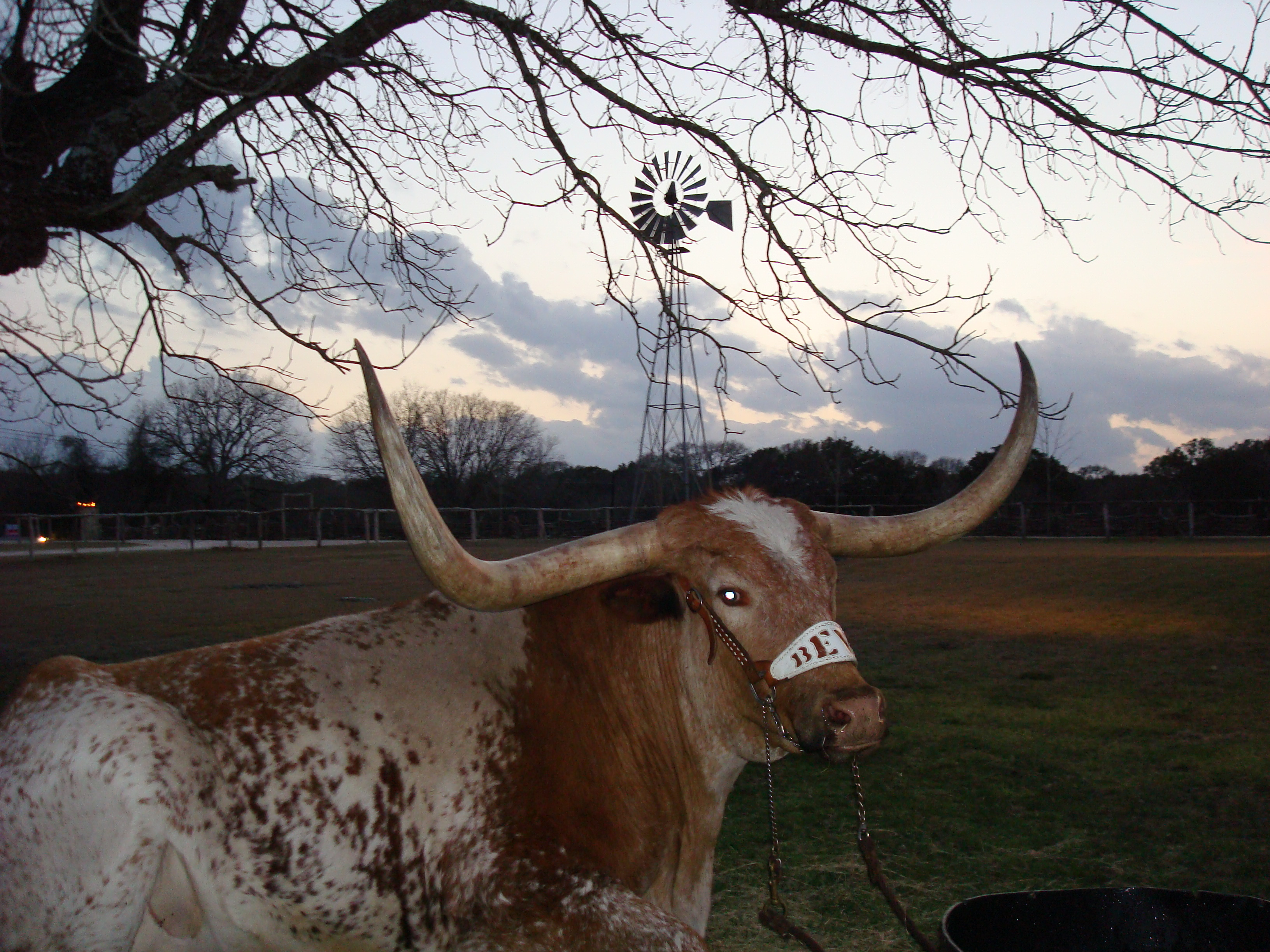
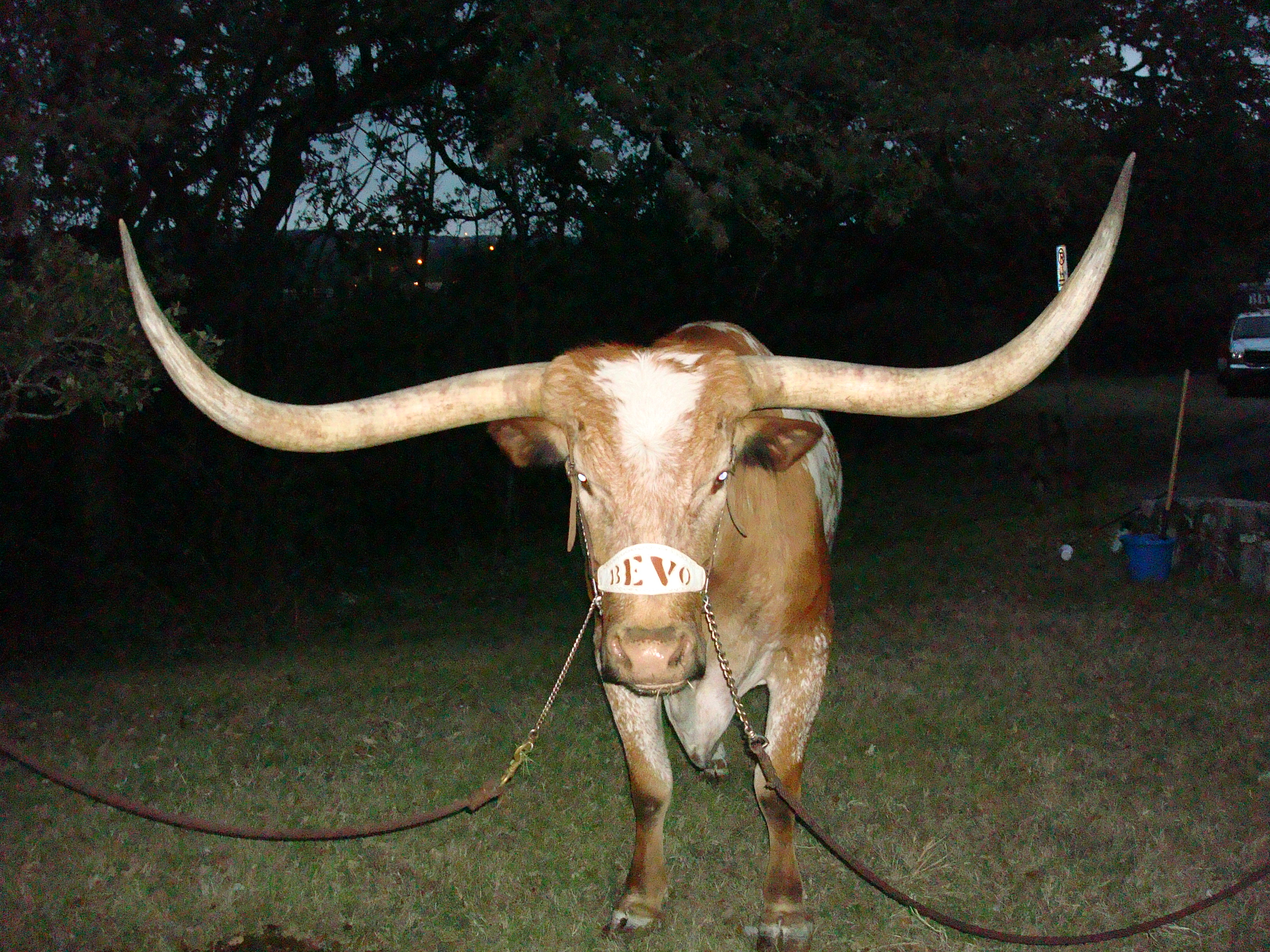